# Puntos de vista de una mujer
«Puntos de vista de una mujer» es el nombre de la columna periodística que la escritora Carmen Laforet tenía en la revista Destino publicó de forma semanal desde el 13 de noviembre de 1948 hasta el 21 de febrero de 1953. En el año 2021 fueron recogidos y publicados en un único volumen en con motivo del centenario del nacimiento de la escritora.

## Contexto
Tras ganar la primera edición del Premio Nadal de novela con su primera novela Nada  la revista barcelonesa Destino ofrece a Carmen Laforet una columna, «Puntos de vista de una mujer». La columna tenía la intencionalidad de ir dirigida a un público femenino desde una perspectiva femenina, sin embargo, Laforet utilizó este espacio para tratar una enorme diversidad de temas.

### Temas de los artículos
Pese al nombre de la columna los artículos no tienen una temática exclusivamente femenina, Laforet utiliza este espacio para mostrarse frente a los lectores, trata temas muy diversos como crónicas de viajes, crónicas de su vida en Barcelona y Madrid, literatura, escritura, situaciones sociales de la época, referencias a personalidades de la época. Laforet llega a ficcionalizar situaciones, anécdotas y sucesos de su propia vida, esto no es más que una excusa para hablar y tratar toda una serie de problemáticas de la posguerra española. Laforet deja claro en el primer artículo que su columna no va a tratar de cocina, ni de labores domésticas, ni otros temas considerados  propiamente femeninos y que se esperaban de una columna dirigida a mujeres, sin embargo, muchos de los artículos muestran la realidad de la mujer española de la posguerra y las dificultades que se encuentra. La literatura y la escritura son los otros dos temas más recurrentes de los artículos, la autora muestra su faceta lectora comentando toda clase de obras literarias, también deja ver su faceta como creadora y las dificultades que encuentra a la hora de escribir.

## Edición dePuntos de vista de una mujer
Con motivo del centenario del nacimiento de Carmen Laforet la editorial Destino publicó en 2021 la primera edición de los artículos publicados en la columna «Puntos de vista de una mujer», hasta ese momento no habían sido recopilados y editados. La obra recoge en orden cronológico los 133 artículos que escribió Laforet durante los cuatro años que duró la columna. La edición está a cargo de Ana Cabello y Blanca Ripoll con un Prólogo de Inés Martín Rodrigo.
Puntos de vista de una mujer muestra una faceta bastante desconocida de Carmen Laforet, en estos artículos la autora nos muestra la España de la posguerra, la situación de la mujer en aquella época, nos habla de literatura y de escritura, de anécdotas, de viajes y de su vida.